# Zé Ricardo (treinador)
José Ricardo Mannarino (Rio de Janeiro, 13 de março de 1971), mais conhecido como Zé Ricardo, é um treinador e ex-futebolista brasileiro que atuava como zagueiro. Atualmente está sem clube.
Também é professor e lecionou educação física no CIEP Presidente Salvador Allende, e foi professor de futsal no Colégio Nossa Senhora de Lourdes, ambos localizados em Vila Isabel, Zona Norte do Rio de Janeiro.
Como jogador de futebol de salão, atuou até os 25 anos de idade.

## Carreira como jogador

### Futebol
Zé Ricardo começou a sua carreira na base do São Cristóvão, depois passou pelo Olaria, mas não se profissionalizou, aposentando-se nos juniores.

### Futebol de salão
Chegou a se profissionalizar no futebol de salão, parando precocemente aos 25 anos.

## Carreira como treinador

### Futebol de salão
Quando ainda era jogador, Zé Ricardo, aos 21 anos, teve a oportunidade de treinar o tradicional time carioca de futebol de salão Vila Isabel. Logo tornou-se referência nas categorias de base do Rio de Janeiro, passando por Vasco da Gama e Botafogo na década de 1990.  Também comandou equipes adultas na Itália. Em 1998, levado por Anderson Barros, chegou ao Flamengo. Ficou por anos no futsal do clube.

### Flamengo
Zé migrou para o campo em 2005, para assumir o Flamengo Sub-13. Deixou o time mirim do Flamengo em 2008 para comandar o Audax Rio. Voltou em 2012 para o Flamengo, onde assumiu a equipe infantil. Pela categoria, foi campeão da Copa da Amizade Brasil-Japão Infantil de 2014. Durante a final, mesmo com o Rubro-Negro goleando o Corinthians por 5 a 0, Zé, que também é conhecido por ter um perfil educado, faz questão de pedir para seus jogadores que respeitassem o adversário.
| “             | A melhor maneira de você respeitar o adversário é jogar sempre sério. Há um colega do outro lado, e jogadores que amanhã podem estar aqui. Então é fundamental que sempre haja essa conduta. | ” |
| — Zé Ricardo. | |   |

Com os Juniores em crise depois de ter perdido por 7 a 0 para o Fluminense, Zé Ricardo assumiu a equipe em outubro de 2014 e em três meses mudou o cenário da categoria, conquistando a Taça Otávio Pinto Guimarães ao vencer o Botafogo na final. No ano seguinte, disputou a sua primeira Copa São Paulo de Futebol Júnior, onde o Flamengo foi eliminado pelo Atlético Mineiro nas oitavas de final nos pênaltis, após empate sem gols. Em agosto do mesmo ano, foi campeão Carioca Sub-20 após vencer a Taça Guanabara Sub-20 e a Taça Rio Sub-20 em cima do Botafogo. Na sua segunda participação na Copa São Paulo, em 2016, levou o Rubro-Negro ao tricampeonato da competição.
Em 26 de maio de 2016, foi confirmado como interino do Flamengo após Muricy Ramalho deixar o clube por problemas de saúde. Sua estreia aconteceu em 29 de maio de 2016, na partida válida pela quarta rodada do Campeonato Brasileiro de 2016, no Estádio Moisés Lucarelli, onde o Flamengo venceu a Ponte Preta por 2–1.
Em 14 de julho de 2016, Zé Ricardo foi efetivado treinador do time principal do Flamengo, sendo muito bem aceito pela maioria dos membros do clube, jogadores e torcedores.
A boa participação do Flamengo no Brasileirão-2016 (terminou na 3ª colocação) fez com que Zé Ricardo terminasse o campeonato com a melhor pontuação entre os técnicos no fantasy game Cartola FC.
Em maio de 2017 diante do Fluminense pela decisão do Campeonato Carioca, Zé Ricardo conquistou seu primeiro título profissional pelo Flamengo após bater o tricolor no primeiro jogo por 1–0 com gol de Éverton e vencer de virada no segundo jogo por 2–1 com gols de Guerrero e Rodinei. Título esse que foi conquistado de forma invicta e tendo o melhor ataque e defesa do Campeonato Carioca.
Em 29 de maio de 2017 completou um ano no comando do time. Neste período, foram 70 jogos oficiais, com 40 vitórias, 19 empates e 11 derrotas, em um aproveitamento de 66,1%. Ainda no mesmo ano Zé Ricardo se tornou o treinador com o maior número de jogos em uma única passagem no século XXI com 90 jogos E já entrou para o top 15 de treinadores com mais partidas da história do clube.
Em 6 de agosto de 2017, após uma derrota por 2–0 para o Vitória na Ilha do Urubu, e sete jogos sem vitórias, Zé Ricardo deixou o comando do Flamengo, com 62,6% de aproveitamento. Zé ficou 432 dias à frente do Rubro-Negro, com 48 vitorias, 25 empates e 17 derrotas.

### Vasco da Gama
Em 22 de agosto de 2017 Zé Ricardo acertou com Vasco da Gama até o fim de 2018, retornando ao clube em que atuou como técnico de futsal na década de 90, treinando inclusive os ídolos do clube Felipe e Pedrinho. No dia seguinte, Zé Ricardo foi anunciado oficialmente pela equipe.
Sua estreia ocorreu no dia 9 de setembro de 2017, com vitória sobre o Grêmio por 1 a 0 em São Januário, em partida válida pelo Brasileirão.
Logo depois do seu segundo jogo no comando da equipe, em 17 de setembro de 2017, contra o Corinthians na Arena Corinthians - que terminou com vitória do mandante por 1–0, com um gol marcado por Jô - o treinador iniciou uma série invicta de 11 jogos, que terminou em 19 de novembro de 2017 (cerca de dois meses), na derrota por 3–1 para o Atlético Paranaense na Arena da Baixada; sendo essa, a segunda maior série invicta do clube na história do Brasileirão em pontos corridos.
Ao final de 2017, o treinador classificou o Cruzmaltino para a Copa Libertadores do ano seguinte, a qual o Vasco não disputava desde 2012 sendo também vice-campeão do returno da competição, obtendo um aproveitamento de 58,3% (7 vitórias, 7 empates e apenas 2 derrotas). Zé Ricardo assumiu o Vasco na 14ª colocação da competição, e terminou na 7ª colocação.
Em 2 de junho de 2018, pediu demissão do comando do Vasco após derrota para o Botafogo.

### Botafogo
Em 4 de agosto de 2018, acertou com o Botafogo até abril de 2019.
Foi demitido em 12 de abril de 2019, um dia após a eliminação na Copa do Brasil para o Juventude.

### Fortaleza
No dia 12 de agosto de 2019, foi confirmado como novo técnico do Fortaleza até o final do ano, substituindo Rogério Ceni.
Já no dia 27 de setembro de 2019, com apenas um mês no comando, Zé Ricardo foi demitido do Fortaleza e Rogério Ceni regressou ao posto de técnico.

### Internacional
Zé Ricardo foi anunciado oficialmente como novo técnico do Internacional no dia 21 de outubro de 2019, assinando contrato até o final do ano. Durou apenas 48 dias entre a primeira e a última partida que comandou no Colorado, no Brasileirão daquele ano.

### Qatar SC
Em 14 de junho de 2021, acertou com o Qatar SC um contrato de dois anos.

### Retorno ao Vasco da Gama
No dia 4 de dezembro de 2021, foi anunciado como novo treinador do Vasco da Gama, retornando a equipe após 3 anos de sua última passagem.
Em 5 de junho de 2022, pediu demissão e deixou o comando do Vasco após receber uma proposta do Shimizu S-Pulse, decisão que pegou a diretoria cruzmaltina de surpresa. Na sua segunda passagem pelo clube, a equipe disputou 25 partidas, tendo obtido 12 vitórias, 8 empates e 5 derrotas.

### Shimizu S-Pulse
No dia 5 de junho de 2022, pediu demissão no Vasco para acertar com o clube Shimizu S-Pulse, da J-League.
Em 3 de abril de 2023 foi demitido, após deixar a equipe na zona de rebaixamento da J-League 2, somando apenas 5 pontos em 7 partidas disputadas na competição.

### Cruzeiro
Em 4 de setembro de 2023, foi contratado para ser o treinador do Cruzeiro na sequência do Campeonato Brasileiro.
Estreou com goleada sobre o Santos, vencendo por 3-0 na Vila Belmiro. Após um início turbulento, conseguiu ainda um excêntrico triunfo sobre o arquirrival Atlético-MG, no primeiro clássico da história na Arena MRV, por 1-0.
Em 12 de novembro de 2023, após dois meses de trabalho, o técnico foi dispensado pela diretoria do Cruzeiro. Ao todo, foram 10 jogos, com 3 vitórias, 2 empates e 5 derrotas, obtendo o aproveitamento de 36,7%.

### Goiás
No dia 25 de dezembro de 2023, foi contratado pelo Goiás para a temporada 2024.
Em 25 de março de 2024, a diretoria do Goiás demitiu o treinador, após as eliminações na Copa Verde e no Campeonato Goiano, ambos pelas quartas de final. Além disso, o desempenho da equipe não vinha agradando a diretoria.
Em sua passagem, obteve nove vitórias, seis empates e uma derrota – aproveitamento de 68,7%.

### Criciúma
No dia 16 de dezembro de 2024, foi anunciado como novo técnico do Criciúma, após o descenso da equipe Catarinense à Série B do Campeonato Brasileiro de 2025.
Em 6 de maio de 2025, o Criciúma anunciou oficialmente a demissão do técnico Zé Ricardo, após comandar a equipe em 21 oportunidades, sendo 9 vitórias, 8 empates e 4 derrotas, obtendo um aproveitamento de 55,5%. Deixou o clube na 15ª colocação da Série B e classificado à 3ª fase da Copa do Brasil.

## Estilo de jogo
Dentro de campo, Zé Ricardo tem o 4-1-4-1 com consistência tática e variações como esquema preferido para armar as suas equipes.
| “ | No 4-1-4-1, há como variar taticamente para o 4-3-3, ou para o 3-4-3 com facilidade, sem precisar mudar as peças de jogo. O entendimento é fácil para os atletas. Acho que é o futuro. Você vê lá fora meio-campistas que começaram a jogar mais à frente, porque os espaços reduziram muito e é fundamental haver qualidade no meio. | ” |

## Estatísticas como treinador
Atualizado até 05 de maio de 2025.
| Clube           | Jogos | Vitórias | Empates | Derrotas | Aproveitamento |
| --------------- | ----- | -------- | ------- | -------- | -------------- |
| Flamengo        | 90    | 48       | 25      | 17       | 62.59%         |
| Vasco           | 75    | 34       | 21      | 20       | 54.67%         |
| Botafogo        | 41    | 17       | 11      | 13       | 50.41%         |
| Fortaleza       | 7     | 1        | 2       | 4        | 23.81%         |
| Internacional   | 11    | 4        | 3       | 4        | 45.45%         |
| Qatar SC        | 5     | 1        | 1       | 3        | 26.67%         |
| Shimizu S-Pulse | 28    | 6        | 11      | 11       | 34.52%         |
| Cruzeiro        | 10    | 3        | 2       | 5        | 36.67%         |
| Goiás           | 16    | 9        | 6       | 1        | 68,75%         |
| Criciúma        | 21    | 9        | 8       | 4        | 55.56%         |
| Total           | 305   | 132      | 92      | 82       | 45.91%         |

## Títulos

#### Categorias de Base
Flamengo
- Copa São Paulo de Futebol Júnior: 2016
- Campeonato Carioca Sub-20: 2015[43]
- Torneio Octávio Pinto Guimarães: 2014
- Copa da Amizade Brasil-Japão: 2014

#### Profissional
Flamengo
- Campeonato Carioca: 2017

Criciúma
- Recopa Catarinense: 2025

### Prêmios individuais
- Melhor Treinador do Campeonato Carioca: 2018[44]